# 182 a. C.
El año 182 a. C. fue un año del calendario romano prejuliano. En el Imperio romano, fue conocido como el año 572 Ab Urbe condita.

## Acontecimientos
- El rey de Bitinia, Prusias I Cloro muere y lo sucede su hijo, quien gobierna como Prusias II.
- Este año y el siguiente, ejercen la pretura en Hispania Q. Fulvio Flaco (Hispania Citerior) y P. Manlio (Hispania Ulterior). En la Citerior se combate a los lusones en la Celtiberia oriental y también se lucha en la Carpetania.[1]